# Congregação Cristã no Paraguai
A Congregação Cristã no Paraguai (Congregación Cristiana en el Paraguay) é uma igreja cristã no Paraguai estabelecida em 1960.
O início do movimento se deu em Assunção e depois nos departamentos de Alto Paraná e Canindeyú, até se espalhar por todo o território. A comunidade religiosa possui cerca de 300 igrejas no território paraguaio, mantendo comunhão com a Congregação Cristã no Brasil e também comunidades representantes em outros países. Muitas desses templos no país foram fundados por membros imigrantes brasileiros. O progresso da comunidade no país é a terceira maior no mundo referente à Congregação Cristã, ficando atrás apenas do Brasil e de Moçambique.